# Flore et Zéphire

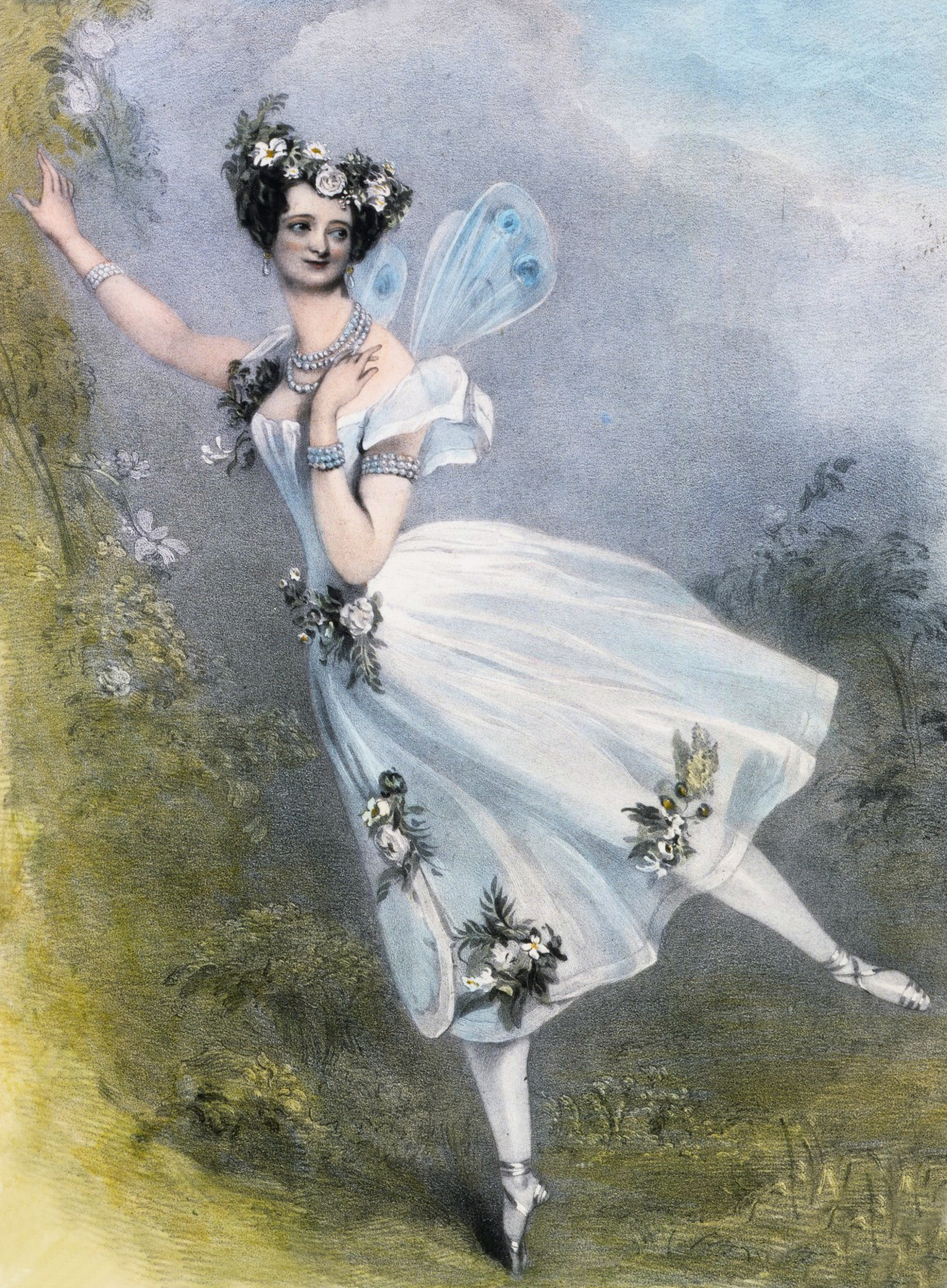
Marie Taglioni dans le rôle de Flore (lithographie, Londres, 1831, Victoria and Albert Museum, collection Sergeyev).

Flore et Zéphire est un ballet en un acte, chorégraphié par Charles-Louis Didelot sur une musique du compositeur italien Cesare Bossi (en). Sa création a lieu à Londres au King's Theatre, Haymarket, le jeudi 7 juillet 1796. Le ballet raconte l'histoire de Zéphyr, divinité incarnant le vent d'ouest inconstant, et de son épouse Flore, nymphe des fleurs et du printemps. Composé en 1795 pour être joué à Lyon, il est révisé en 1796 avant sa première à Londres. Dans Flore et Zéphire, des « machines volantes » sont employées : les danseurs sont accrochés par des fils presque invisibles pour donner l'impression qu'ils volent. Ce ballet est célèbre pour être le premier à montrer de la danse sur les pointes.

## Argument
La scène est sur le mont Olympe, en Grèce. Borée, le vent du nord, complote pour enlever Flore (épouse du vent d'Ouest nommé Zéphire). Par ruse, Borée sépare le couple et tue Zéphire d'une flèche. Il enlève ensuite Flore et l'emmène dans sa grotte, où elle s'évanouit de peur. Les neuf muses, en deuil, amènent le corps de Zéphire sur le mont Olympe. Après la cérémonie funèbre, Zéphire revient à la vie. Alors, les muses attachent Flore au poignet de Zéphire afin qu'ils ne soient plus séparés et Borée est puni.

## Contexte
En 1795, Didelot crée le ballet La Métamorphose pour Lyon, et, en 1796, il révise son œuvre sous le titre Flore et Zéphire. Ce ballet est créé à Londres au King's Theatre en 1796. Ce spectacle représente le début d'une ère brève mais marquante d'un point de vue du ballet, appelée pré-romantique.
Le pré-romantisme dans le ballet appartient notamment au genre anacréontique. Ce dernier se focalise sur un traitement léger des sujets classiques, là où le classicisme se montre plus sobre. Ce style se popularise à la fin du dix-huitième siècle, alors qu'une mode du classicisme grec et romain se développe à la cour de Louis XVI. Le ballet préromantique préfigure le mouvement romantique en Europe.

## Représentations
Les rôles de Zéphire, Flore et Cupidon sont respectivement tenus par Didelot, son épouse Rose et Hilligsberg. Lors de la première à Londres, la machinerie scénique de l'ingénieur Liparotti utilise des fils à contrepoids pour équilibrer, soutenir et faire voler les danseurs solistes,. Ainsi, les ballerines, après s'être mises sur les pointes, s'élèvent au moyen de ces fils pendant plusieurs minutes. Les ballerines demandent des augmentations salariales pour rémunérer leur danse dans les airs.
Le principal apport à l'art du ballet par ce spectacle est la danse sur les pointes. On pense alors que les danseuses sont aidées par les machines, qui les soutiennent alors qu'elles sont dans cette position. Maria Danilova, Geneviève Gosselin et Fanny Bias, interprètes de Flore, sont réputées pour leur danse sur les pointes.

## Accueil ultérieur
Flore et Zéphire constitue l’œuvre la plus durable de Didelot et est reprise dans une variété de versions pendant cinquante ans. En 1799, le succès de ce ballet conduit la Cour russe à inviter Didelot à devenir directeur de plusieurs théâtres officiels du Tsar. Didelot accepte la proposition.
En 1808, il rebaptise le ballet Zéphire et Flore pour une production de Saint-Pétersbourg mettant en vedette Louis Duport, célèbre danseur français. En 1830, Marie Taglioni fait ses débuts à Londres dans le rôle de Flore et, en 1834, Jules Perrot et Marie Taglioni dansent ces rôles,,.

Flore et Zéphire dans l'art
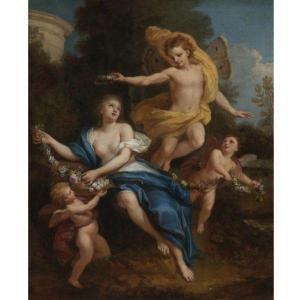
Zéphyr couronnant Flore, Louis de Boullogne
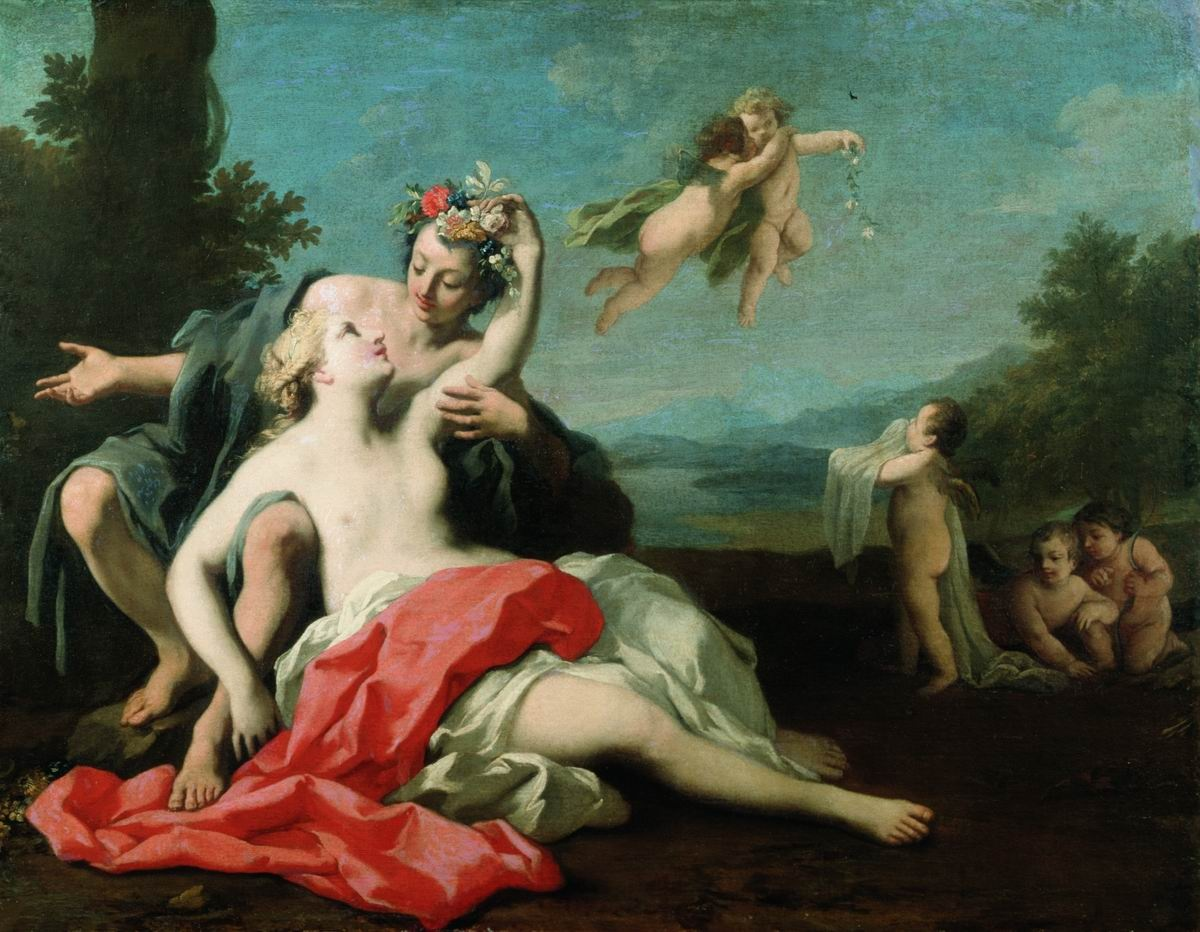
Flore et Zéphyr Jacopo Amigoni, 1700
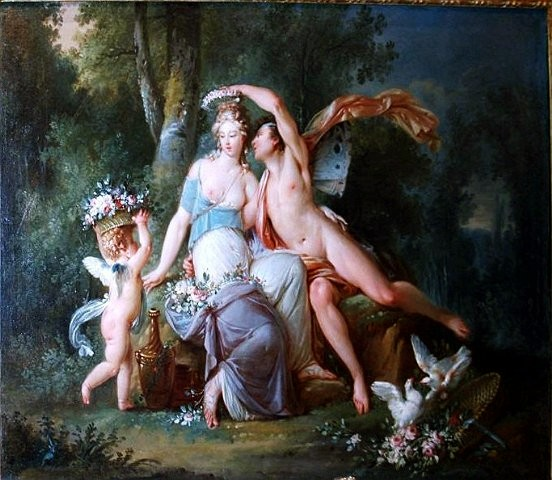
Zéphyr couronnant Flore, Jean-Frédéric Schall
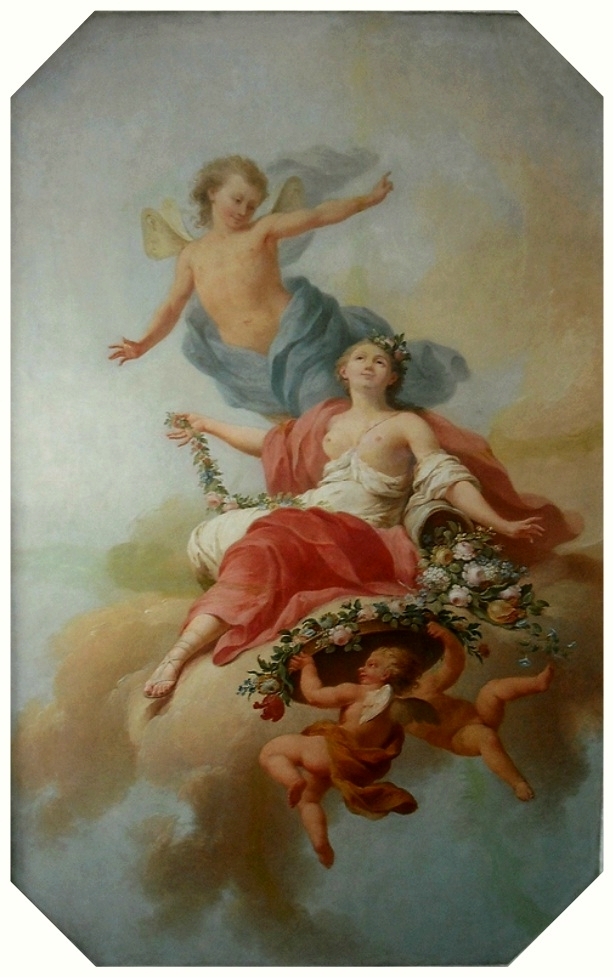
Zéphyr et Flore, Jan Bogumił Plersch (pl), 1778
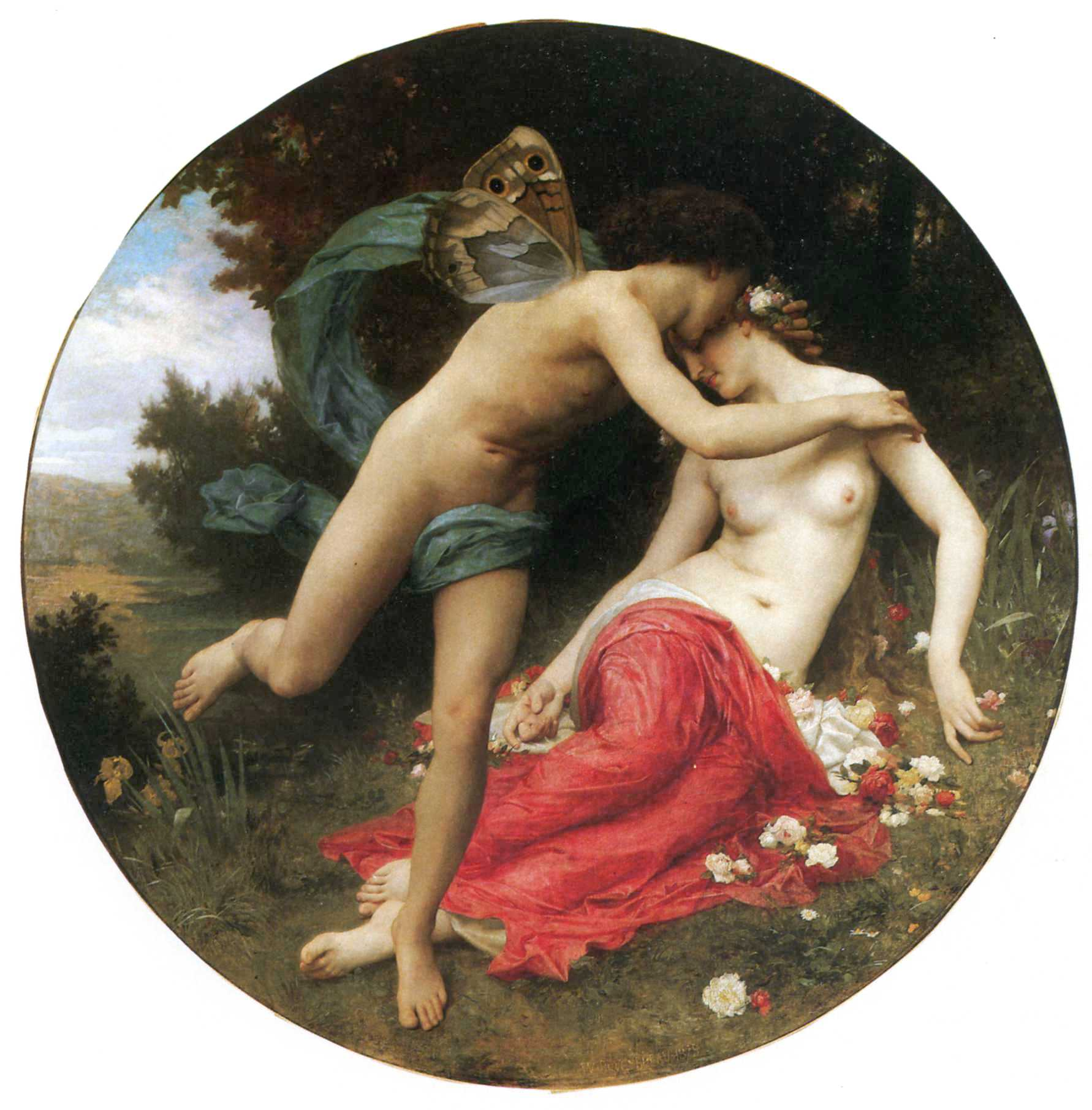
William-Adolphe Bouguereau, Flore et Zéphyr, 1875